# Photuris frontalis
Photuris frontalis är en skalbaggsart som beskrevs av Leconte 1852. Photuris frontalis ingår i släktet Photuris och familjen lysmaskar. Inga underarter finns listade i Catalogue of Life.